# Lockheed JetStar
El Lockheed JetStar (designación de compañía L-329 y L-1329; designado C-140 en servicio con la USAF) es un reactor ejecutivo producido de principios de los años 60 a los 70. El JetStar fue el primer avión pensado como reactor ejecutivo en entrar en servicio. Fue también el mayor avión en su clase durante muchos años, con un total de diez plazas y dos tripulantes. Es distinguible de otros reactores pequeños por sus cuatro motores, montados en la parte posterior del fuselaje de un modo similar a como lo están en el avión de línea Vickers VC10, que efectuó su primer vuelo varios años más tarde, y por los depósitos de combustible en forma de zapatilla montados bajo las alas.

## Desarrollo

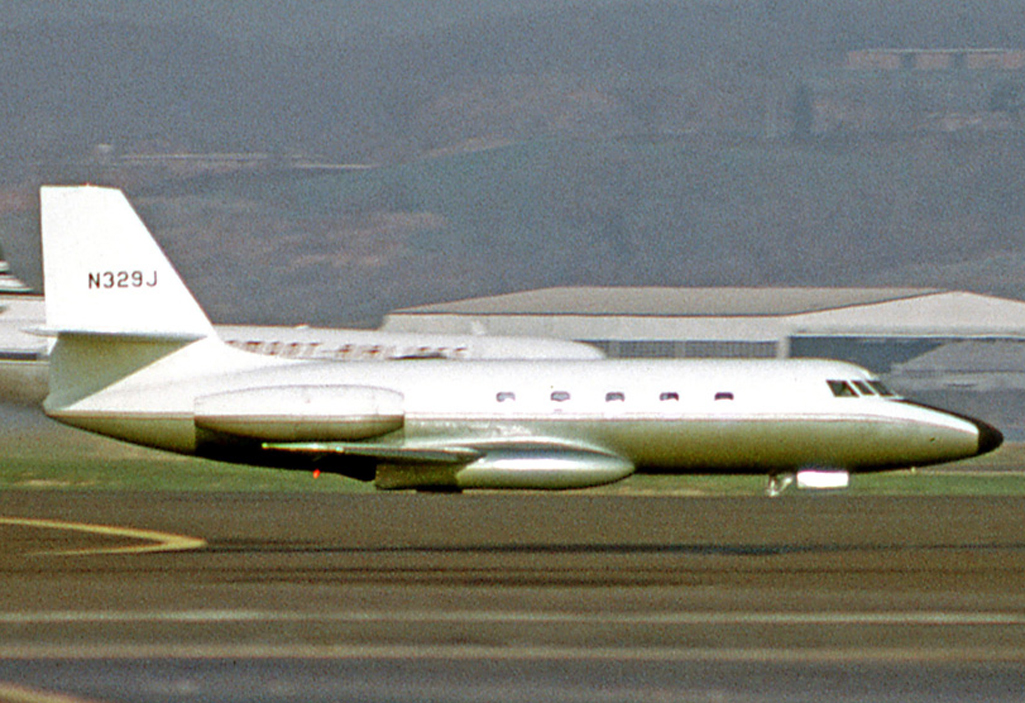
El prototipo del bimotor L-329 JetStar, operado por la Lockheed Aircraft Corporation, en el aeropuerto de Washington DCA en 1972.

El JetStar surgió como iniciativa privada dentro de Lockheed, con vistas a ganar un concurso de la USAF, que más tarde fue cancelado por falta de fondos. Lockheed decidió continuar el proyecto por su cuenta para su uso en el mercado ejecutivo.
Los dos primeros prototipos fueron equipados con dos motores Bristol Siddeley Orpheus, el primero de estos, el N329J, realizó su primer vuelo el 4 de septiembre de 1957. El segundo prototipo fue dotado de los "depósitos zapatilla" montados en el ala, que originalmente iban a ser opcionales. Lockheed intentó firmar un contrato para construir el Orpheus en los Estados Unidos, pero cuando las negociaciones fracasaron, decidió cambiar los motores de su segundo prototipo, el N329K, por cuatro motores Pratt & Whitney JT12 en 1959. Los depósitos adicionales fueron retirados y colocados en el primer prototipo, el N329J. El N329J sirvió como transporte personal de Clarence Johnson durante algún tiempo. El montaje de los JT12 se comprobó como bueno para el avión y fue el seleccionado para las unidades de producción, la primera de las cuales voló a mediados de 1960. Estas versiones entraron en servicio comercial en 1961.
Las regulaciones sobre ruido en los Estados Unidos y el elevado consumo de combustible llevaron al desarrollo del 731 JetStar, una modificación del programa que incluía motores turbofán Garrett AiResearch TFE731 y un rediseño de los depósitos de combustible adicionales en los JetStar originales. La modificación del programa 731 JetStar fue tan exitoso, que Lockheed produjo 40 nuevos JetStar, denominados JetStar II, desde 1976 hasta 1979. Los JetStar II eran aviones recién salidos de fábrica con los motores turbofán y los depósitos de combustible externo revisados. Tanto los 731 JetStar como los JetStar II experimentaron un importante incremento de alcance, de reducción de ruido, y mejores capacidades en pista que los JetStar originales.
Los JetStar producidos en total fueron 204 hasta su última entrega en 1978. La mayoría de los JetStar originales han sido retirados, pero varios 731 JetStar y JetStar II se encuentran todavía en vuelo cumpliendo diversos papeles, principalmente como aviones corporativos y ejecutivos.

## Diseño

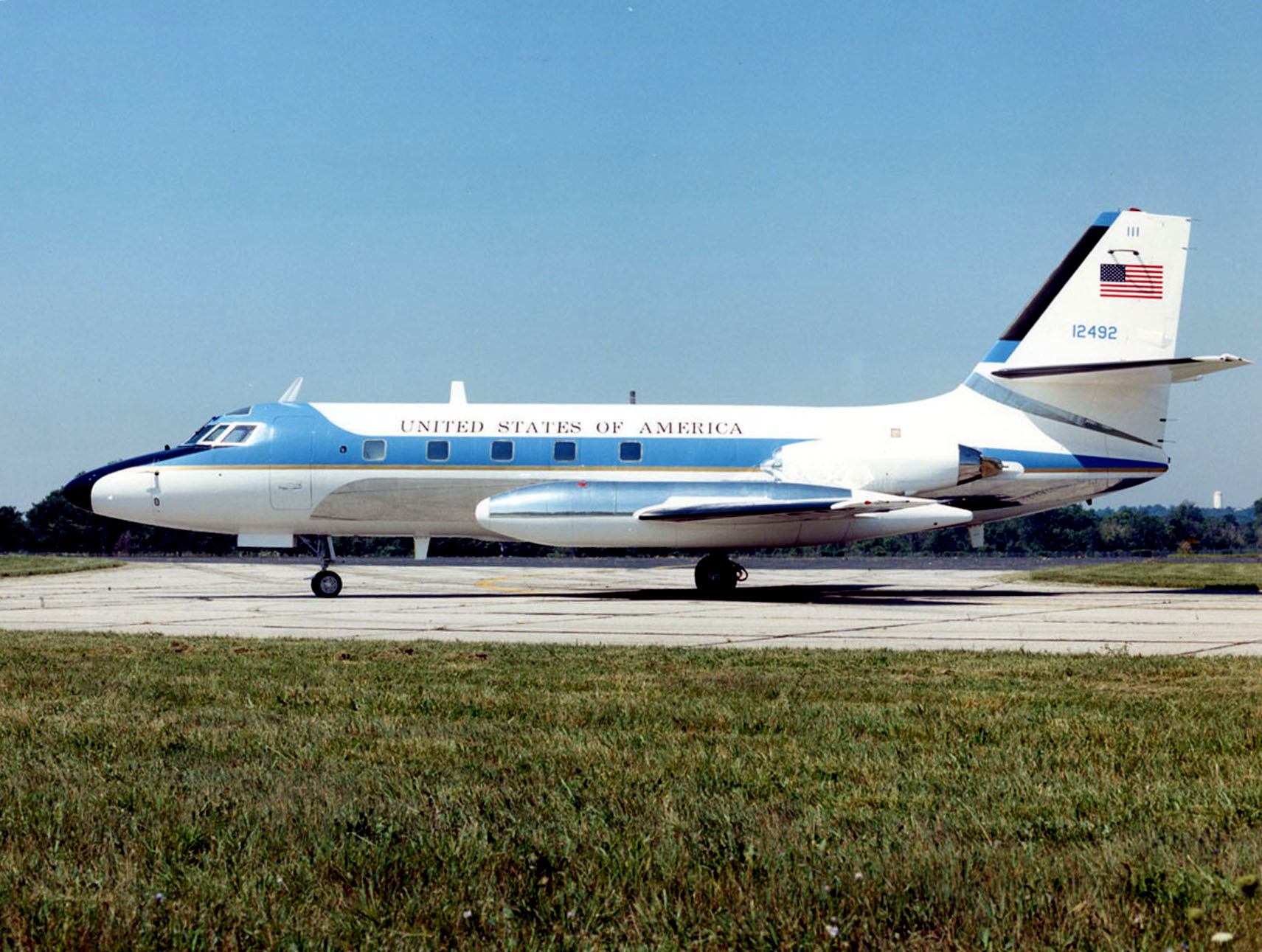
Lockheed VC-140B. El metal mate de la cola en la zona de guiñada es fácilmente visible aquí.

El JetStar tiene una configuración de diseño típica de los reactores ejecutivos, con un ala en flecha y una cola cruciforme, el elevador trasero estaba atravesado en el timón vertical. El ala tiene un ángulo de 30° hacia atrás y presenta unos grandes depósitos de combustible ubicados a media ala, que se extienden parcialmente por delante y detrás del mismo, para extender su alcance operativo. 
Las alas pueden transportar hasta 10 000 libras de combustible, y cada depósito en forma de zapatilla alberga 4000 libras de combustible adicional, haciendo que en total el avión pueda contener 18 000 libras. El ala también incluye flaps de borde (no slats) a lo largo de la parte delantera del ala, por encima de los depósitos (estos flaps de borde de ataque reducen la velocidad de entrada en pérdida en tres nudos más), mientras que flaps dobles de borde recubren toda la superficie posterior del ala justo por debajo de los alerones. El ala incorpora bandas de goma inflables de deshielo para la eliminación del hielo acumulado en vuelo. 
El estabilizador horizontal está montado a mitad de camino de la cola, para mantenerlo alejado del chorro de aire de los reactores. Una característica del avión es que la guiñada se proporciona pivotando toda la deriva de cola, que tiene una distintiva zona sin pintar en la base de la cola que es posible apreciar en muchas fotografías. El Jetstar no tiene ninguna capacidad de deshielo en la cola, ni le fue requerida para su certificación. El aerofreno está situado en la parte inferior del fuselaje para ayudar a reducir la velocidad en el aterrizaje. Los prototipos originales utilizaron un tren de aterrizaje triciclo con una rueda por pata, pero tras un accidente en 1962, el tren de morro fue modificado para incluir una segunda rueda.
El JetStar es un avión relativamente pesado para su clase, con 44 500 lb (19 278 kg). La velocidad máxima de crucero es de Mach 0,8, o 567 mph (912 km/h) a 21 000 pies (6401 m). El alcance es normalmente citado como 2500 nmi (4023 km) con unas 3500 lb (1588 kg) de carga. Normalmente, el interior presenta asientos para ocho personas con un aseo completamente equipado, o una configuración ligeramente densificada con diez plazas. El JetStar es uno de los pocos aviones de su clase que permite a una persona caminar completamente erguida por la cabina, aunque para ello el pasillo fue hundido ligeramente, motivo por el cual los asientos se encuentran elevados sobre dicho nivel a ambos lados del mismo. Las ventanas son relativamente grandes.
El JetStar II es similar a grandes rasgos, con solo unas pequeñas modificaciones. La cabina de vuelo presenta una visión más “moderna” y una mejora de la disposición de ventanas, mayores motores, y más notablemente, los depósitos de combustible son más alargados y se asientan en su parte superior en las superficies de flujo en connivencia con el ala, en lugar de centrados en ella.

## Historia operacional

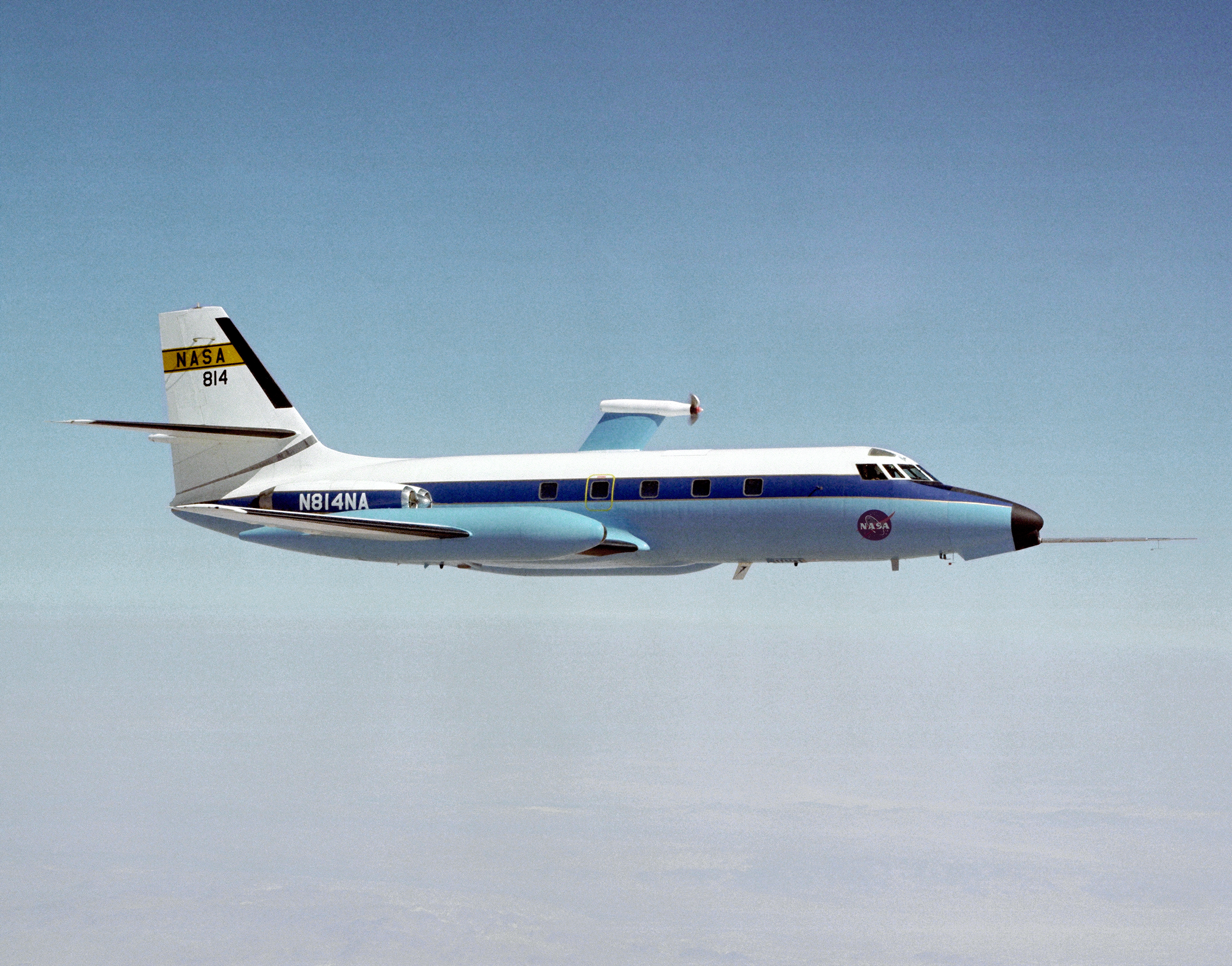
El C-140 JetStar de Dryden durante las pruebas de diseño de turbina avanzada.

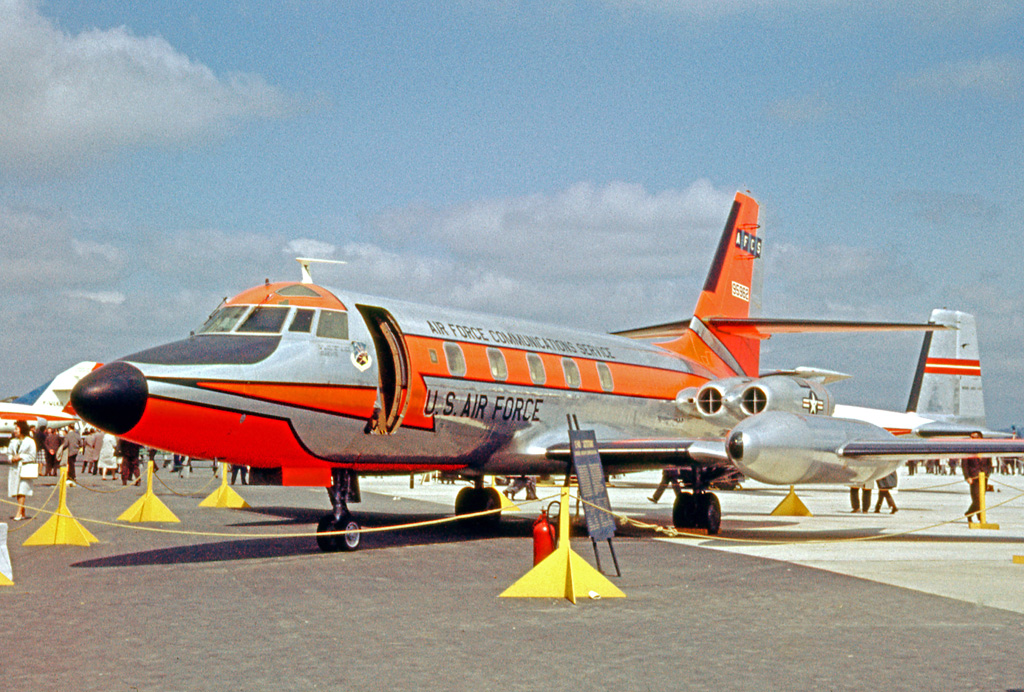
Un C-140A del Servicio de Comunicaciones de la Fuerza Aérea en el Festival Aéreo de París de 1963.

Dieciséis JetStar fueron producidos para la USAF. Cinco C-140A, que eran aviones de inspección de vuelos para el Servicio de Comunicaciones de la Fuerza Aérea y fueron utilizados para llevar a cabo pruebas en vuelo de los sistemas de navegación de los aeropuertos desde 1962 en adelante. Comenzaron a prestar servicio durante la guerra de Vietnam y continuaron operando hasta comienzos de los años 90. El C-140A "Flight Check" fue un avión con indicativo militar que era fácilmente distinguible de la versión de transporte VIP por su inconfundible esquema de pintura de camuflaje. El último C-140A en ser retirado fue colocado en exhibición estática en la Base de la Fuerza Aérea en Scott, Illinois.
Otras once aeronaves fueron designadas C-140B, aunque se comenzasen a entregar antes que los C-140A, al ser entregadas en 1961. Los C-140B fueron usados para transportar al personal del Mando de Transporte Militar. Seis de los aviones fueron operados como transporte VIP para la 89th Military Airlift Wing en la Base Andrews de la Fuerza Aérea. Estos aviones VIP fueron designados como VC-140B. La flota de transporte VIP ocasionalmente operó como Air Force One durante los años 70 y 80. Otros países, como Alemania y Canadá, han usado JetStar militares como transportes de sus jefes de Estado, jefes de gobierno, y otros miembros VIP.
Uno de estos fue adquirido por Edgardo Díaz, mánager y creador del famoso grupo Menudo, este perteneció al expresidente estadounidense Richard Nixon, luego al Sah de Irán y finalmente en manos de Díaz y de Menudo.

## Variantes
JetStar I
Avión de transporte ejecutivo, con capacidad para una tripulación de dos personas y diez pasajeros, propulsados por cuatro motores turborreactores Pratt & Whitney JT12A-8 de 3300 lbf (14,7 kN) de empuje.
JetStar II
Nueva versión de producción, propulsada por cuatro motores turbofán Garrett TFE731-3 de 3700 lbf (16,5 kN) de empuje, y dotada de depósitos de combustible externos revisados, 40 construidos.
JetStar 731
Versión modificada, dotada de cuatro motores turbofán Garrett TFE731-1, y equipada con depósitos de combustible externos revisados.
C-140A
Avión de inspección de vuelos para la USAF, similar al JetStar I, cinco construidos.
C-140B
Avión de transporte de carga y pasajeros, para la USAF, similar al C-140A, cinco construidos.
VC-140B
Avión de transporte VIP para la USAF, similar al C-140B, seis construidos.
C-140C
Dos JetStar 6 fueron pedidos por la Armada de los Estados Unidos, originalmente denominados UV-1, pero no llegaron a ser entregados.
T-40
Designación militar de los Estados Unidos para una propuesta de versión de entrenamiento para el C-140 para evaluaciones, no construido.
AAI FanStar
Conversión por American Aviation Industries con dos motores General Electric CF34 en lugar de los cuatro motores turborreactores JT12 o los motores turbofán TFE731, el primero de los cuales voló el 5 de septiembre de 1986. Sólo un avión fue convertido.

## Operadores

### Civiles
Canadá
- Departamento de Transporte[8]

 Estados Unidos
- Eastern Airlines
- Federal Aviation Administration[8]
- NASA[8]

 Irak
- Iraqi Airways

 México
- TAESA (desaparecida en el año 2000)

### Gubernamentales y militares
Alemania
- Luftwaffe[8] (antiguo operador)

 Arabia Saudita
- Real Fuerza Aérea Saudí[8]

 Estados Unidos
- USAF[8]

 Indonesia
- Fuerza Aérea de Indonesia[8] (antiguo operador)

 Irán
- Fuerza Aérea de la República Islámica de Irán

 Irak
- Gobierno de Irak[8]

 Kuwait
- Gobierno de Kuwait[8]

 Libia
- Fuerza Aérea Árabe Libia[8]
- Gobierno libio[8]

 México
- Fuerza Aérea Mexicana

## Accidentes e incidentes
- El 5 de enero de 1995, un JetStar de la  Fuerza Aérea de la República Islámica de Irán (IRIAF) se estrelló durante un aterrizaje de emergencia, muriendo las doce personas que viajaban a bordo, incluyendo al General Mansour Sattari, comandante de la IRIAF.

## Supervivientes
Canadá

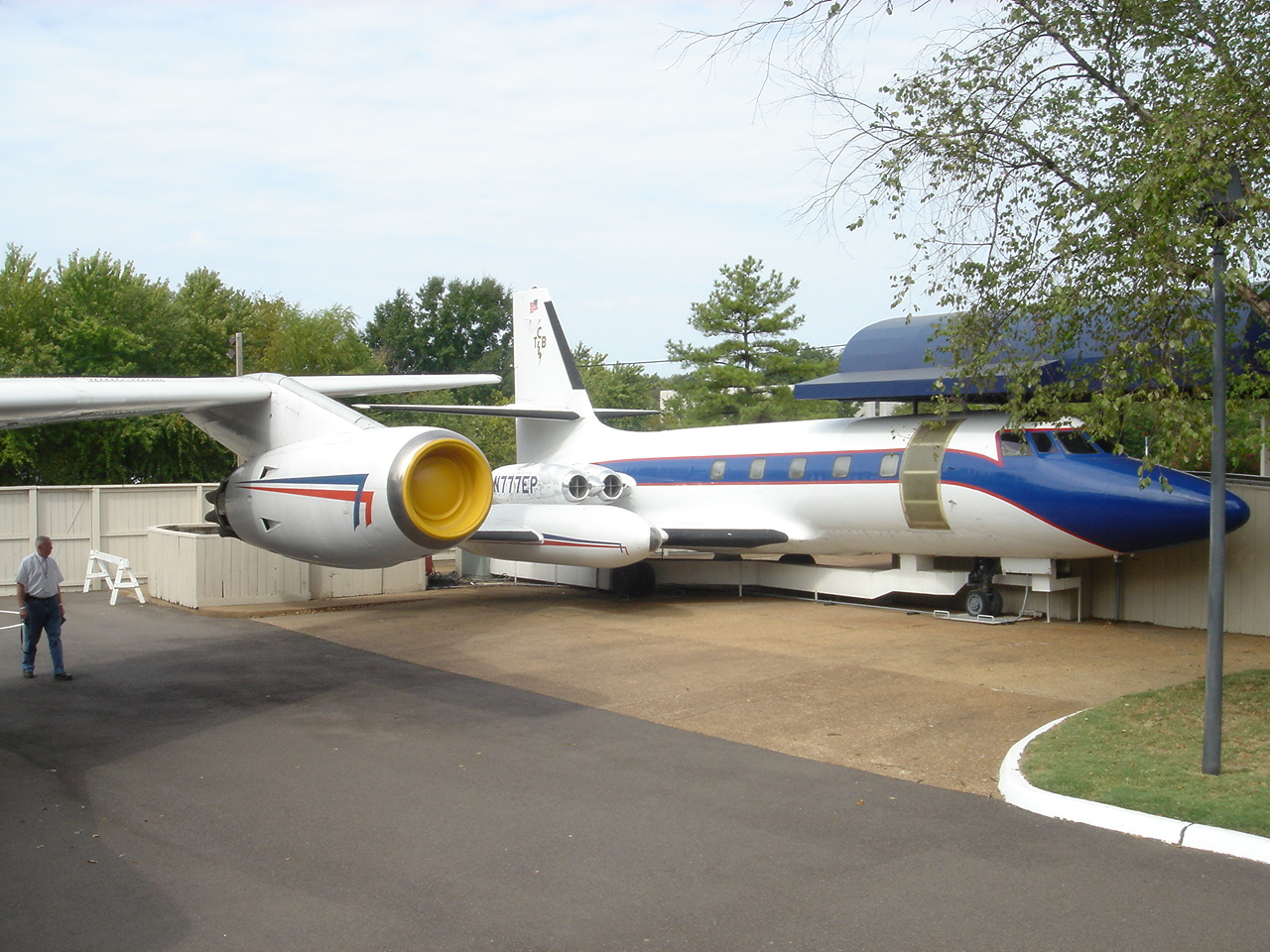
Lockheed JetStar de Elvis Presley.

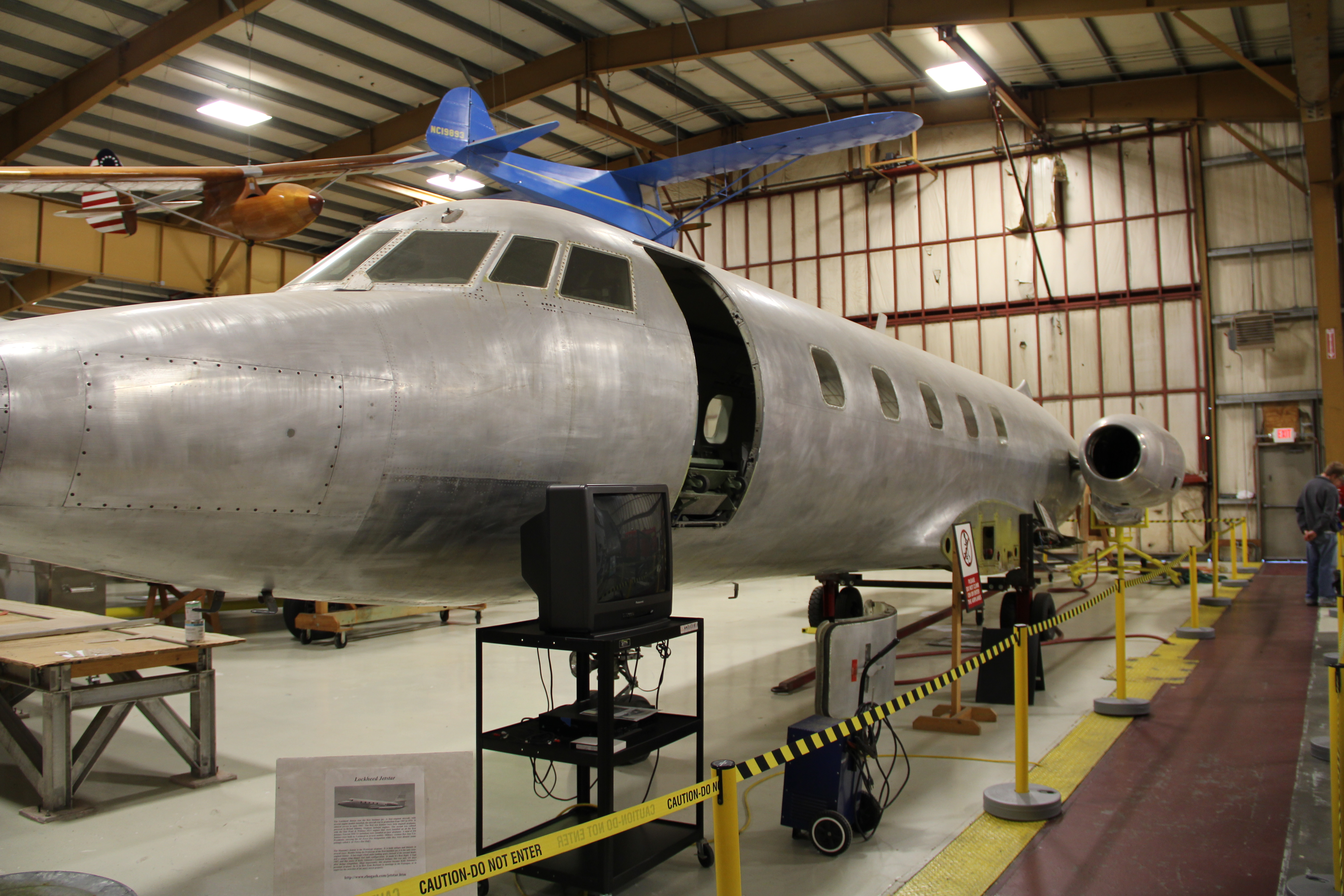
El primer y único bimotor JetStar que transportó a Kelly Johnson, exhibido en el Museum of Flight, cerca de Seattle.

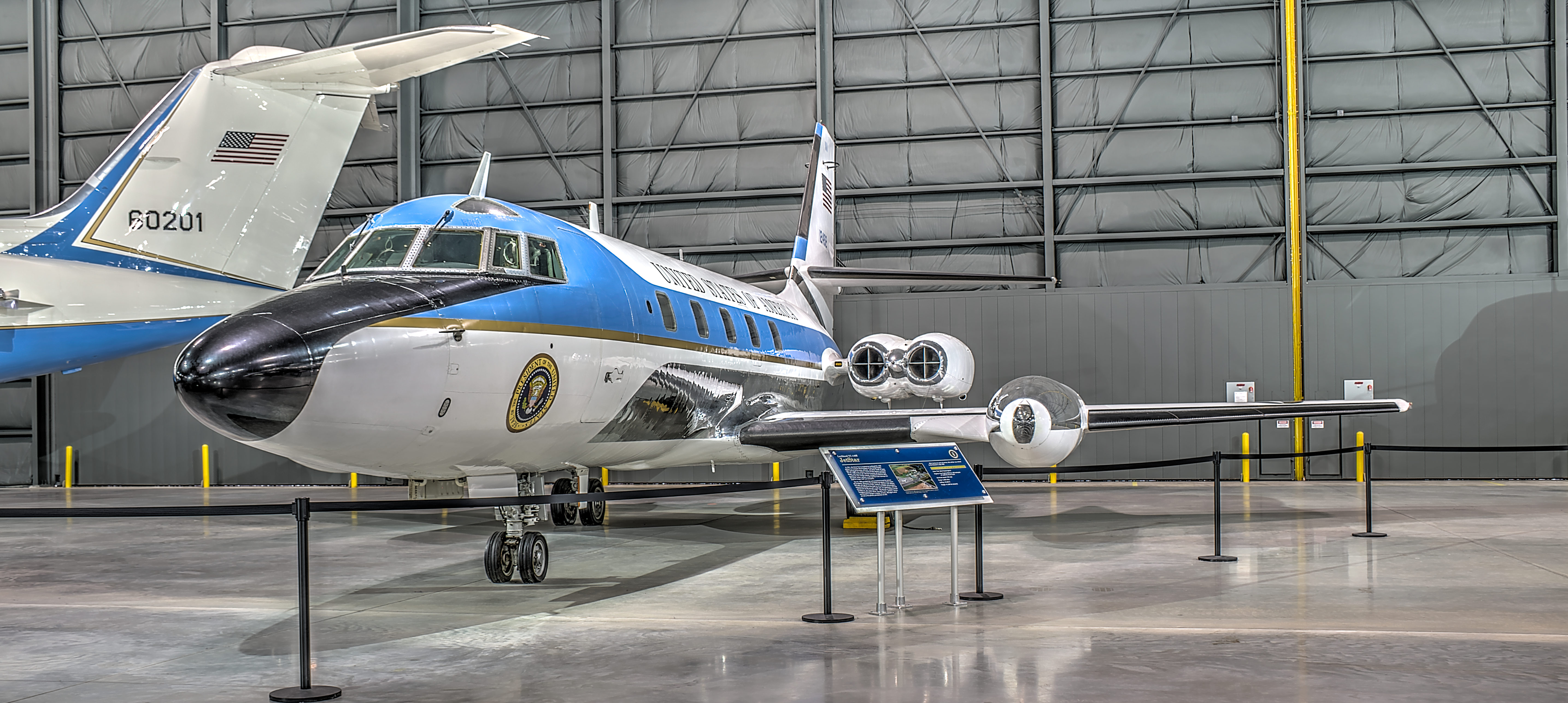
VC-140B en el Museo Nacional de la Fuerza Aérea de Estados Unidos.

- Jetstar 6 C-FDTF: El Museo Atlántico de Aviación de Canadá tiene un Jetstar que fue usado por el primer ministro canadiense y otras personalidades del gobierno.[9]
- Jetstar 6 C-FDTX: El Museo de la Aviación y el Espacio de Canadá en Ottawa, tiene un Lockheed L-1329 Jetstar 6 que el Departamento de transporte utilizó para transportar a miembros del gobierno y dignatarios extranjeros.[10]

Estados Unidos
- Jetstar II N175MD: El Miami Auto Museum en North Miami, Florida, tiene un JetStar completo en exhibición dentro del museo.[11][12]
- N329J: El prototipo del JetStar está en restauración en el Museum of Flight's Restoration Center en Everett, Washington.[13] Este avión es uno de los dos únicos JetStar con solo dos motores.
- Jetstar 6 N428DA: Marietta Museum of History, Georgia.
- Jetstar N711Z: En exhibición sobre pilón con falsas marcas de la USAF como 89-001, cerca de la Base Operations y el AMC Air Terminal en la Andrews AFB, Maryland.[14]
- N777EP: Un JetStar propiedad de Elvis Presley en sus últimos años, llamado Hound Dog II, está en exhibición en Graceland, Memphis, Tennessee.[15] Este es uno de los dos Jetstar propiedad de Elvis Presley y/o su familia.
- Jetstar II N377SA: Pacific Coast Air Museum, California.
- 61-2400: El Museum of Aviation, cerca de la Robins Air Force Base, tiene un VC-140B en exhibición.[16]
- N814NA: Antiguo Jetstar de la NASA, está en exhibición en el Joe Davies Heritage Park, Palmdale, California.
- Jetstar 8 XB-DUH: En la entrada de Dodson International Parts en Rantoul, Kansas, con marcas falsas mejicanas.[17]
- C-140A 59-5959: En el Scott Field Heritage Air Park en la Scott AFB, Illinois.[18][19]
- C-140B 61-2489: Pima Air and Space Museum, junto a la Davis-Monthan AFB en Tucson, Arizona.[20]
- VC-140B 61-2490: El JetStar del Presidente Lyndon Johnson está en exhibición en el Lyndon B. Johnson National Historical Park.[21][22]
- VC-140B 61-2492: En la colección Presidential Aircraft del Museo Nacional de la Fuerza Aérea de Estados Unidos, Wright-Patterson AFB, Ohio.[23][24]
- C-140B 62-4197: Pima Air & Space Museum, Arizona.
- C-140B 62-4200: Pima Air & Space Museum. Arizona.
- C-140B 62-4201: Hill Aerospace Museum, Hill Air Force Base, Ogden, Utah, se confirmó por antiguos miembros del 89th SAM de la Andrews Air Force Base que habría llevado al Presidente Johnson y a su esposa.[25]

Indonesia
- Jetstar 6 A-1645: El Museo Dirgantara Mandala en Yogyakarta situado cerca del Aeropuerto Internacional Adisucipto también tiene un C-140 JetStar, anteriormente perteneciente al Escuadrón VIP de la Fuerza Aérea Indonesia. Su nombre original es "Sapta Marga" pero ahora ha sido cambiado a "Pancasila".

México
- Jetstar 8 XA-ROK: En el ala pediátrica del Hospital Español en Ciudad de México, México.
- Un Jetstar 8 con propósitos educativos, está en el Centro de Estudios Científicos y Tecnológicos Número 2 "Miguel Bernard", en Ciudad de México.

## Especificaciones (JetStar II)
Referencia datos: Lockheed Aircraft since 1913

### Características generales
- Tripulación: Dos pilotos y habitualmente una tripulante de cabina de pasajeros
- Capacidad: 8-10 plazas
- Longitud: 18,4 m (60,4 ft)
- Envergadura: 16,6 m (54,4 ft)
- Altura: 6,2 m (20,4 ft)
- Superficie alar: 50,4 m² (542,5 ft²)
- Peso vacío: 11 226 kg (24 742,1 lb)
- Peso cargado: 18 840 kg (41 523,4 lb)
- Peso máximo al despegue: 20 185 kg (44 487,7 lb)
- Planta motriz: 4× turbofán Garrett TFE731-3[27].
  - Empuje normal: 16,5 kN (1683 kgf; 3709 lbf) de empuje cada uno.

### Rendimiento
- Velocidad máxima operativa (Vno): 883 km/h (549 MPH; 477 kt) a 9145 m (30 000 pies)
- Alcance: 4820 km (2603 nmi; 2995 mi)
- Techo de vuelo: 13 105 m (42 995 ft)
- Régimen de ascenso: 21,1 m/s (4153 ft/min)

## Aeronaves relacionadas

### Aeronaves similares
- Gulfstream III
- Learjet 25
- McDonnell 119
- T-39 Sabreliner
- British Aerospace BAe 125

### Secuencias de designación
- Secuencia C-_ (Aviones de Carga del USAAC/USAAF/USAF, 1924-1962): ← C-135/KC-135 - C-136 - C-137 - C-140 - C-141 - C-142
- Secuencia T-_ (Entrenadores estadounidenses, 1948-presente): ← T-37 - T-38 - T-39 - T-40 - T-41 - T-42 - T-43 →
- Secuencia U_V (Aviones Utilitarios de la Armada estadounidense, 1955-1962 (Lockheed, 1942-1962)): UV - UV-1L